# 加斯頓和黑爾伍德 (英國國會選區)

選區在默西賽德郡的位置

加斯頓和黑爾伍德（英語：Garston and Halewood），英國國會一自治市選區，位於默西賽德郡東南部，包括利物浦南部三個地方選區和諾斯利都市自治市西南部三個地方選區。
設於2010年。在2010年大選中自1997年起任議員、工黨的瑪麗亞·伊格爾以59.5%選票連任成功。